# Оборотне водопостачання
Оборо́тне водопостача́ння (рос. оборотное водоснабжение, англ. circulating water supply; нім. Rücklaufwasserversorgung f) — багаторазове використання води на гірничому підприємстві з метою запобігання нераціональному споживанню природних вод і їх забрудненню.
Найбільших масштабів оборотне водопостачання досягло на збагачувальних фабриках і при гідравлічному видобутку корисних копалин. 
Схеми оборотного водопостачання передбачають постійне повне або часткове використання виробничих стоків. Найбільш поширена і проста схема оборотного водопостачання: підприємство — шламонакопичувач — підприємство. Втрати води від випаровування, фільтрації і з кінцевими продуктами поповнюються свіжою водою в будь-якому місці технологічної схеми.